# Mockersdorf
Mockersdorf ist ein Gemeindeteil der Stadt Neustadt am Kulm im Landkreis Neustadt an der Waldnaab (Oberpfalz, Bayern). 

## Geschichte
Mockersdorf ist sehr alt. Schon in der Karolingerzeit gab es eine Siedlung, wie ein Anfang des 20. Jahrhunderts entdecktes Reihengräberfeld beweist. 1244 wurde der Ort erstmals schriftlich erwähnt. Von 1385 bis 1436 war Mockersdorf im Besitz der Nürnberger Burggrafen, dann kam es zur Oberpfalz.
Anlässlich der Gebietsreform wurde die Gemeinde Mockersdorf am 1. Juli 1972 aufgelöst. Ihr Gebiet wurde auf die Gemeinden Neustadt am Kulm (mit dem Ort Mockersdorf) und Speichersdorf aufgeteilt.
Mockerdorf ist eine eigene Pfarrei und eine der Urpfarreien der Oberpfalz.

## Schulwesen
Bereits im Jahr 1580 wurde in Mockersdorf ein Lehrer genannt. Die Schulpflicht wurde vor 1800 eingeführt und bis 1969 gab es eine Volksschule im Dorf.
Im Jahr 1829 gründete der Ortspfarrer von Mockersdorf Anton Schreiner eine Lateinschule und stellte dafür drei Räume im Pfarrhof zur Verfügung. Er unterrichtete nicht nur die vorgeschriebenen Gymnasialfächer, sondern auch die italienische, französische und hebräische Sprache. Im Bezirk der Landgerichte Kemnath, Tirschenreuth und Waldsassen gab es zu der Zeit keine weitere lateinische Schule.

## Persönlichkeiten
- Christof Nickl (1886–1967), Politiker der CSU, Bürgermeister von Mockersdorf beziehungsweise Haidenaab, Mitglied des Deutschen Bundestags (1949–1953)
- Johann Christoph Windisch (1654–1728), Bildhauer, verstorben in Mockersdorf
- Sigmund Windisch (1709–1787), Bildhauer, geboren in Mockersdorf
- Joseph Weigert (1870–1946), Geistlicher Rat, Bauernpfarrer von 1900 bis 1931 in Mockersdorf

## Sehenswürdigkeiten
- Dorfbrunnen aus dem Jahr 1794

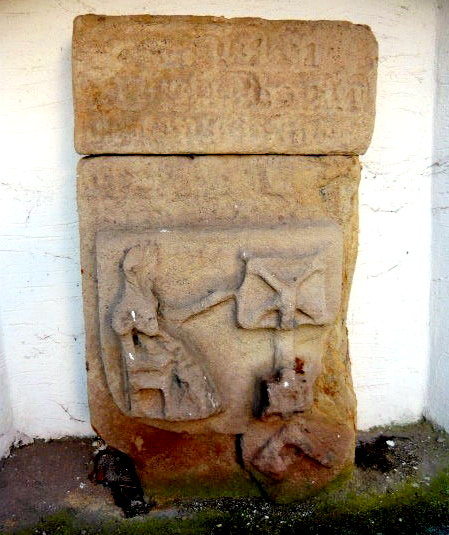
Geschlechtswappen der Oberndorffer zu Mockersdorf

- Grabkapelle der Freiherren von Künsberg zu Guttenthau aus dem Jahr 1855
- St. Michael (Mockersdorf) Pfarrkirche (römisch-katholisch)
- Wappenstein der Oberndorffer zu Mockersdorf und des damaligen Pfarrers Johannes Hacker, errichtet zwischen 1442 und 1480 (eines der wenigen Denkmale, die an den eingeborenen oberpfälzischen Adel erinnern)

## Vereinsleben
Folgende Vereine sind in Mockersdorf aktiv:
- Freiwillige Feuerwehr Mockersdorf, gegründet1896
- Katholischer Frauenbund Mockersdorf, gegründet 1978
- Katholische Landjugendbewegung Mockersdorf, gegründet 1964
- Krieger- und Soldatenkameradschaft Mockersdorf und Umgebung, gegründet 1922
- Kulturverein 1794 e. V., gegründet 2007